# Den Internationale Røde Kors Komité
Den Internationale Røde Kors Komité (ICRC) er en velgørenhedsorganisation med base i Geneve. Den er en del af Den internationale Røde Kors- og Røde Halvmåne-bevægelse og har i henhold til Genevekonventionen et unikt mandat, der under krig giver organisationen ret til bl.a. beskyttelse og pleje af syge, besøg hos krigsfanger og beskyttelse af civilbefolkning . ICRC er ansvarlig for at anerkende de enkelte landes Røde Kors organisationer og står som den ledende Røde Kors organisation under krig, mens de enkelte landes organisationer står som leder under andre former for katastrofer. 
Organisationen blev stiftet, efter at Henry Dunant havde nedsat en komite sammen med 4 andre fremtrædende schweizere. Fra starten arbejdede organisationen med at lave et regelsæt for behandlingen af krigsfanger. Dette førte til udarbejdelsen af Genevekonventionen, som blev underskrevet året efter. Samtidig begyndte arbejdet med at starte nationale Røde Kors organisationer. 
ICRC har modtaget Nobels fredspris 3 gange; 1917, 1944 og i 1963 sammen med IFRC.

## Komitéens præsidenter
- 1863–1864: Henry Dunant
- 1863–1864: Henri Dufour
- 1864–1910: Gustave Moynier
- 1910–1928: Gustave Ador
- 1928–1944: Max Huber
- 1944–1948: Carl Jacob Burckhardt
- 1948–1955: Paul Ruegger
- 1955–1964: Leopold Boissier
- 1964–1969: Samuel Gonard
- 1969–1973: Marcel Naville
- 1973–1976: Eric Martin
- 1976–1987: Alexandre Hay
- 1987–1999: Cornelio Sommaruga
- 2000–2012: Jakob Kellenberger
- siden 2012: Peter Maurer